# Viktoria Tolstoy

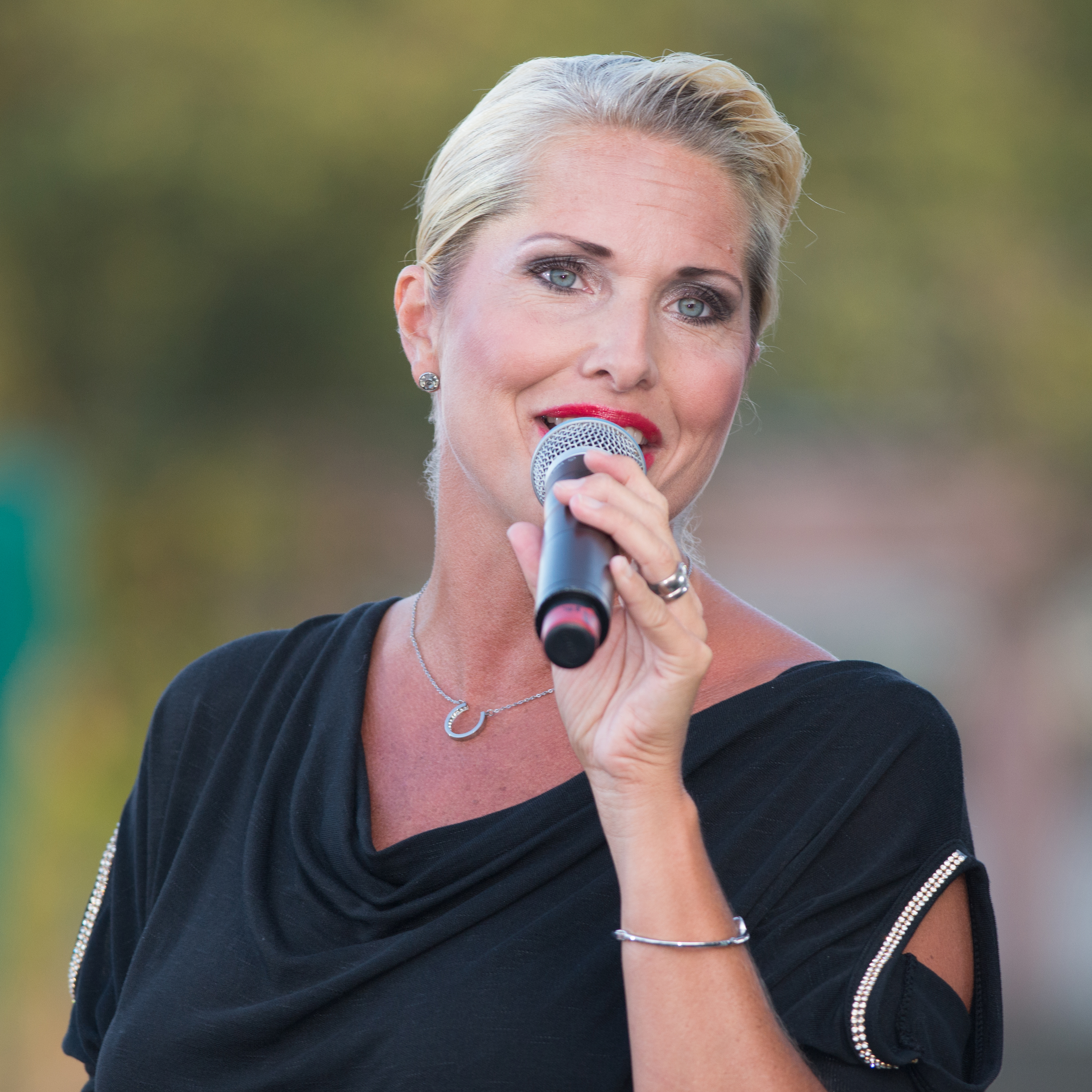
Viktoria Tolstoy (2014)

Viktoria Tolstoy (* 29. Juli 1974 in Sigtuna, einem kleinen Ort nahe Stockholm; eigentlich Louise Viktoria Kjellberg) ist eine schwedische Jazzsängerin.

## Leben
Die Sängerin reiht sich in die Gruppe der immer wieder viel beachteten skandinavischen Jazzsängerinnen ein. Die Nachfahrin (Ururenkelin mütterlicherseits) des berühmten russischen Schriftstellers Lew Nikolajewitsch Tolstoi hat auch ohne spezielle Gesangsausbildung in jüngster Zeit viel Beachtung gefunden.
Auf ihrer 2004 erschienenen CD Shining on You präsentiert sie sich mit ihrer direkten, swingenden Stimme als ein Multitalent. Auf der erwähnten CD singt sie Lieder von Esbjörn Svensson (e.s.t.); Toots Thielemans und Nils Landgren unterstützen sie. 2006 nahm Tolstoy eine Coverversion von dem Song Te Amo Corazón auf, den Prince 2005 als erste Single aus seinem Album 3121 auskoppelte.
Der im Herbst 2008 veröffentlichten CD My Russian Soul liegen russische Musikstücke zugrunde, deren Auswahl von klassischen Komponisten – allen voran Peter Tschaikowski – ebenso inspiriert ist wie aus dem Bereich des russischen Volksliedes. Die Stücke wurden von Jacob Karlzon und Joakim Milder arrangiert, die Texte stammen im Wesentlichen von Anna Alerstedt.

## Diskografie

### Alben
| Jahr | Titel            | Höchstplatzierung, Gesamtwochen, AuszeichnungChartplatzierungen (Jahr, Titel, Platzierungen, Wochen, Auszeichnungen, Anmerkungen) | Höchstplatzierung, Gesamtwochen, AuszeichnungChartplatzierungen (Jahr, Titel, Platzierungen, Wochen, Auszeichnungen, Anmerkungen) | Anmerkungen |
| Jahr | Titel            | SE | DE | Anmerkungen |
| ---- | ---------------- | --- | --- | ----------- |
| 1996 | För älskad       | SE2 (13 Wo.)SE | — |             |
| 1997 | White Russian    | SE19 (5 Wo.)SE | — |             |
| 2004 | Shining on You   | SE26 (6 Wo.)SE | DE— Gold (German Jazz Award)DE |             |
| 2005 | My Swedish Heart | SE15 (5 Wo.)SE | DE— Gold (German Jazz Award)DE |             |
| 2006 | Pictures of Me   | SE27 (5 Wo.)SE | — |             |
| 2008 | My Russian Soul  | SE50 (4 Wo.)SE | — |             |

Weitere Alben
- 1994: Smile, Love and Spice
- 2001: Blame It on My Youth
- 2011: Letters to Herbie
- 2013: A Moment of Now (mit Jacob Karlzon)
- 2017: Meet Me At The Movies (feat. Iiro Rantala & Nils Landgren)
- 2020: Stations (produziert von Nils Landgren)
- 2024: Stealing Moments